# Contea di Yining
La contea di Yining (伊宁县S, Yīníng XiànP) è una contea della Cina, situata nella regione autonoma di Xinjiang e amministrata dalla prefettura autonoma kazaka di Ili.